# طلحة بن يحيى بن طلحة بن عبيد الله
طلحة بن يحيى بن طلحة بن عبيد الله القرشي التيمي (61 هـ - 148 هـ)، راوي حديث مدني ثقة لكنه يخطئ، وحفيد الصحابي طلحة بن عبيد الله، سكن الكوفة، وأدرك عبد الله بن جعفر بن أبي طالب.

## روايته للحديث النبوي
- روى عن: ابن عمه إبراهيم بن محمد بن طلحة، وعمه إسحاق بن طلحة بن عبيد الله، وعبد الله بن فروخ مولى آل طلحة، وعبيد الله بن عبد الله بن عتبة بن مسعود، وعروة بن الزبير، وعمر بن عبد العزيز، وعمه عيسى بن طلحة بن عبيد الله، ومجاهد بن جبر المكي، وابن عمه معاوية بن إسحاق بن طلحة بن عبيد الله، وعمه موسى بن طلحة بن عبيد الله، وأبيه يحيى بن طلحة، وأبي بردة بن أبي موسى الأشعري، وجدته سعدى بنت عوف المرية، وعمته عائشة بنت طلحة، وأم كلثوم.[1]
- روى عنه: إبراهيم بن عيينة، وإسماعيل بن زكريا، وحفص بن سليمان الكوفي، وأبو أسامة حماد بن أسامة، وسفيان الثوري، وسفيان بن عيينة، وأبو الأحوص سلام بن سليم، وشريك بن عبد الله بن أبي نمر، وعبد الله بن إدريس الكوفي، وعبد الله بن داود الخريبي، وعبد الله بن عثمان بن خثيم، وعبد الله بن نمير، وعبد الحميد بن عبد الرحمن الحماني، وعبد الرحمن بن حماد بن عمران بن موسى بن طلحة الطلحي، وعبد الواحد بن زياد، وعبدة بن سليمان، وعبيد الله بن موسى، وعلي بن هاشم بن البريد، وعمر بن قيس المكي، وعيسى بن يونس، وأبو نعيم الفضل بن دكين، والفضل بن موسى السيناني، والقاسم بن معن المسعودي، وكامل أبو العلاء، ومحمد بن إسماعيل بن طريح الثقفي، ومروان بن معاوية، ووكيع بن الجراح، ويحيى بن سعيد الأموي، ويحيى بن سعيد القطان، ويعلى بن عبيد الطنافسي، ويونس بن بكير.[1]
- الجرح والتعديل: قال علي بن المديني، عن يحيى بن سعيد القطان: «لم يكن بالقوي، وعمرو بن عثمان أحب إلي منه». وقال عبد الله بن أحمد بن حنبل، عن أبيه: «صالح الحديث، وهو أحب إلي من بريد بن أبي بردة، ويريد يروي أحاديث مناكير». وقال يحيى بن معين: ثقة. وقدمه على أخيه إسحاق بن يحيى بن طلحة بن عبيد الله. وقال يعقوب بن شيبة، وأحمد بن عبد الله العجلي: ثقة. وذكره ابن حبان في كتاب الثقات، وقال: كان يخطئ.[1] وقال البخاري: منكر الحديث. وقال أبو زرعة الرازي: صالح الحديث.[2] روى له الجماعة، سوى البخاري.[1]